# Le Trésor (film, 1972)
Pour les articles homonymes, voir Le Trésor.
Pour plus de détails, voir Fiche technique et Distribution.
Le Trésor (Nidaniya) est un drame srilankais réalisé par Lester James Peries en 1970. Il fut présenté à la Mostra de Venise 1972.

## Synopsis
L'héritier d'un riche domaine, Willy Abenayake (Gamini Fonseka), en proie à des difficultés financières, découvre la carte d'un trésor caché sous un énorme rocher. Pour l'obtenir, il doit tuer une vierge portant certains signes physiques particuliers. Il finit par rencontrer une jeune fille qui les possède (Malini Fonseka). Il l'épouse et renonce à son projet. Malheureusement, sa situation financière devient critique.

## Fiche technique
- Titre : Le Trésor
- Titre original : Nidhanaya
- Réalisateur : Lester James Peries
- Scénario : Tissa Abeysekera, d'après une nouvelle de G. B. Senanyake
- Musique : Premasiri Kemadasa
- Photographie : M. S. Anandan
- Société de production : Ceylon Studios
- Pays :  Sri Lanka
- Langue : cingalais
- Format : 35 mm, noir et blanc
- Durée : 110 minutes
- Date de sortie : 1972

## Distribution
- Gamini Fonseka : Willy Abenayake
- Malini Fonseka : la jeune fille
- K. L. Coranelis Appuhamy
- Kumarasinghe Appuhamy
- Saman Bokalawala
- Thilakasari Fernando